# Bernd Kipp
Bernd Kipp (* 12. August 1948 in Gelsenkirchen-Buer) ist ein deutscher Fußballtrainer und ehemaliger Spieler.

## Leben und Karriere
Bernd Kipp wurde 1948 im Gelsenkirchener Stadtteil Buer geboren. Seine Spielerkarriere führte den Angreifer 1968 vom BV 06 Altenessen zum Regionalligaaufsteiger Eintracht Duisburg. Trotz des späteren erfolgreichen Bundesligaspielers Friedhelm Haebermann als Mitspieler, konnte Kipp in 13 Einsätzen ohne Torerfolg nichts gegen den Abstieg von Duisburg ausrichten. Ganz anders dagegen verlief sein zweiter Versuch in der damals zweitklassigen Fußball-Regionalliga West. Für den Regionalligaaufsteiger Eintracht Gelsenkirchen erzielte er in der Saison 1970/71 in 31 Ligaspielen 17 Tore und das Team vom Südstadion am Haidekamp belegte überraschend den fünften Rang. Im Team von Trainer Heinz Murach hatte er Mitspieler wie Willi Koslowski, Klaus Kubasik, Günter Schwaba, Wolfgang Thier und Günther Thon an seiner Seite. In der zweiten Saison, 1971/72, erzielte Kipp in 33 Spielen 12 Tore und die Eintracht belegte den 10. Rang.
Heinz Lucas, Trainer der Fortuna Düsseldorf, holte ihn 1972 nach Düsseldorf in die Fußball-Bundesliga. Bereits am zweiten Trainingstag zog sich Kipp einen Muskelbündelriss zu, weshalb er ein dreiviertel Jahr pausieren musste. 1973 wechselte er nach Preußen Münster zur letzten Runde der alten zweitklassigen Regionalliga. Er belegte mit den Preußen 1973/74 den fünften Rang, er hatte in 17 Einsätzen ein Tor erzielt. Er ging zur Saison 1974/75 mit in die neu eingeführte 2. Fußball-Bundesliga. Unter Trainer Werner Olk zeigte er wieder seine Torgefährlichkeit: In 30 Ligaspielen erzielte er beim Erreichen des neunten Tabellenranges 16 Tore. Im zweiten Jahr in der 2. Bundesliga, 1975/76, konnte er unter Trainer Rudi Faßnacht in 17 Ligaspielen weitere drei Tore erzielen und die Preußen belegten den dritten Rang.
Da sich im Fußball Mitte der 1970er Jahre das Vollprofitum durchsetzte, beendete er vorerst seine Spielerkarriere und beendete sein begonnenes Lehramtsstudium. Später wurde er Studienrat am Gymnasium Wolbeck und spielte Fußball auf oberster Amateurebene beim FC Olympia Bocholt und später beim TuS Xanten weiter. Von 1979 bis 1981 fungierte Kipp als Spielertrainer beim SV Wilmsberg und sorgte dort mit 18 Toren für den Klassenerhalt. 1995 trainierte Bernd Kipp die Mannschaft von Preußen Münster; 2001 kehrte er für vier Jahre als Trainer zum SV Wilmsberg zurück.
Bernd Kipp ist heute pensioniert.

## Erfolge
- 1973: 3. Platz in der Bundesliga mit Fortuna Düsseldorf

## Quelle
- Heiner Gerull: Hallenturnier des SV Wilmsberg: Bernd Kipp kehrt zurück. Der Zauber alter Liebe. Westfälische Nachrichten. 24. Dezember 2015, abgerufen am 28. März 2016.

| Personendaten    | Personendaten                         |
| ---------------- | ------------------------------------- |
| NAME             | Kipp, Bernd                           |
| KURZBESCHREIBUNG | deutscher Fußballspieler und -trainer |
| GEBURTSDATUM     | 12. August 1948                       |
| GEBURTSORT       | Gelsenkirchen-Buer, Deutschland       |